# 킬러 3's
킬러 3's(영어: Killer 3's)는 미국 3on3리그인 BIG3 소속 농구 팀이다.